# 橫帶方頭魚
橫帶方頭魚，又稱橫帶馬頭魚，為輻鰭魚綱刺尾鯛目弱棘魚科方頭魚屬的其中一種，分布於西印度洋區，從莫三比克、馬達加斯加至南非德班海域，棲息深度90-612公尺，本魚體粉紅色，從頭部至尾部具有一黑色縱帶，尾鰭黃色，背鰭硬棘7枚；背鰭軟條16枚；臀鰭硬棘2枚；臀鰭軟條12枚，體長可達40公分，生活在沙泥底質海域，屬肉食性，生活習性不明。

## 擴展閱讀
維基物種上的相關：橫帶方頭魚